# فردریک هیبینز
فردریک هیبینز (انگلیسی: Frederick Hibbins; ۲۳ مارس ۱۸۹۰ – ۱ ژانویهٔ ۱۹۶۹) ورزشکار دو و میدانی اهل بریتانیا بود.